# Великая эпидемия чумы в Вене

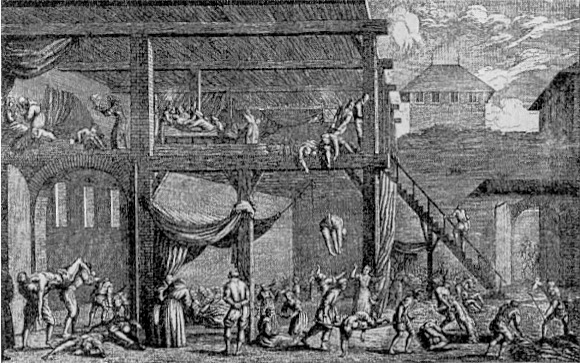
Чумной госпиталь в Вене 1679 года

Великая эпидемия чумы в Вене — вспышка чумы, произошедшая в 1679 году в имперской столице австрийских Габсбургов — Вене. Из описаний современников был сделан вывод, что заболевание представляло собой бубонную чуму, вызванную бактерией Yersinia pestis, переносимой блохами, живущими на чёрных крысах и других грызунах. Город серьёзно пострадал от эпидемии, которая закончилась только в начале 1680-х годов. За это время болезнь унесла около 76 000 жизней; в ознаменование освобождения города от Великой чумы и более поздних волн болезни, жители города воздвигли ряд памятников: в частности, знаменитую барочную церковь Карлскирхе с её многометровыми чумными колоннами — известными также как Песахские столбы.

## История
Вена, расположенная на реке Дунай, являлась в XVII веке одним из главных перекрёстков торговых путей между Востоком (Азией) и Западом (Европой). В результате этого массового перемещения людей, город эпизодически страдал от вспышек чумы — с первой волны «чёрной смерти» в XIV веке. Город был переполнен и плотно застроен: описания того времени показывают, что в Вене не было общественных коллекторов или дренажных систем, так что зловонные кучи бытового мусора лежали прямо на улицах. Кроме того, на торговых складах в течение длительного времени хранились предметы — такие как одежда, ковры и зерно — которые поедали крысы. Условия в городе считались настолько нездоровыми уже в то время, что чуму в других частях Европы часто называли «венской смертью».
Венский религиозный орден — братство Святой Троицы — создал во время эпидемии 1679 года специальные больницы для детей и взрослых. Основная медицинская помощь, предлагаемая в этих лечебных заведениях, была простой — но, как правило, значительно лучшей (по сравнению с другими мерами городского здравоохранения). Врачи братства лечили пациентов с помощью рвотных средств, кровопусканий и применения вредных (как известно на сегодня) мазей. Трупы жертв чумы вывозились на дальние окраины города, где сбрасывались в большие открытые ямы для сжигания: тем не менее эти ямы (и тела в них) оставались на открытом воздухе в течение нескольких дней (до заполнения), что позволяло местным крысам продолжать заражать население.

## Региональная вспышка
То, что стало известно как «Великая эпидемия чумы в Вене», на самом деле являлось лишь частью гораздо более масштабной чумной вспышки в Германии, Австрии, Богемии и ряде соседних регионов. Сегодня учеными установлено, что родиной чумы является Киргизия, откуда она распространилась по Азии и северу Африки, и затем в Европу на кораблях из Черного Моря. По всей видимости, эта эпидемия была занесена в регион с двух противоположных направлений: она долгие годы бушевала в Западной Европе, перемещаясь по торговым путям, а также и в Османской империи. Великая чума в Лондоне 1665—1666 годов, которая, как считается, пришла в Британию из Нидерландов, убила около ста тысяч человек и стала первой крупной эпидемией в этой серии вспышек. В 1666 году в Кёльне и в поселениях на Рейне вспыхнула новая тяжёлая эпидемия, которая продлилась в данном регионе до 1670 года. В Нидерландах чума распространилась в 1667—1669 годах. В 1668 году последняя эпидемия чумы имела место и во Франции.
В 1675—1684 годах в Османской империи возникла новая волна чумы, захватившая современную Турцию и Балканы. Болезнь переместилась в Северную Африку, Богемию, Польшу, Венгрию, Австрию и Саксонию, продвигаясь в целом на север. В 1675 году остров Мальта потерял из-за эпидемии 11 000 человек.
Венская чума 1679 года была крайне тяжелой — в результате её распространения в городе погибло не менее 76 000 человек: другие городские центры в этой части Европы имели аналогичные уровни потерь населения. Например, Прага в 1681 году потеряла по той же причине 83 000 человек. Дрезден пострадал в 1680 году, а Магдебург и Галле — в 1682 году. В Галле была зарегистрирована смерть 4397 человек из примерно десятитысячного населения. В эти же годы пострадали многие города Северной Германии.

## «Ах, мой милый Августин»
Великая чума 1679 года породила легенду о «милом Августине» («Дорогом Августине»). Августин был популярным городским уличным музыкантом, который — согласно легенде — поздно ночью, будучи нетрезв, упал в яму с телами жертв чумы. При этом Августин не скончался от болезни, что, возможно, было связано с влиянием алкоголя. Память об Августине жива в популярной народной песне «Ах, мой милый Августин» (нем. Oh du lieber Augustin).